# Filaret (Panku)
Filaret, imię świeckie Teodor Panku (ur. 1 września 1965 w Cigirze) – mołdawski biskup prawosławny, służący do 2018 Ukraińskim Kościele Prawosławnym Patriarchatu Kijowskiego, następnie (do 2020) w Kościele Prawosławnym Ukrainy.

## Życiorys
Do monasteru wstąpił po ukończeniu szkoły średniej i odbyciu zasadniczej służby wojskowej, w 1988. W tym samym roku przyjmował kolejno święcenia diakońskie i kapłańskie. W 1993 otrzymał godność archimandryty i został przełożonym monasteru św. Mikołaja w Kiszyniowie. Następnie kontynuował edukację na Uniwersytecie Kiszyniowskim, gdzie w 1995 ukończył studia na wydziale filozofii i psychologii. Rok później ukończył seminarium duchowne przy Monasterze Kickańskim. Wyższe studia teologiczne ukończył na Kiszyniowskiej Akademii Duchownej w 2000.
W 2005 na własną prośbę przeszedł do Ukraińskiego Kościoła Prawosławnego Patriarchatu Kijowskiego. 27 lipca 2005 został w tej jurysdykcji nominowany na biskupa faleszteńskiego i wschodniomołdawskiego. Jego chirotonia biskupia miała miejsce cztery dni później w soborze św. Włodzimierza w Kijowie pod przewodnictwem patriarchy kijowskiego Filareta.
Od 15 grudnia 2018 r. pełnił posługę w Kościele Prawosławnym Ukrainy. 5 lutego 2019 r. został mianowany biskupem białogrodzko-dniestrzańskim.
W związku z zaangażowaniem w działalność rozłamową prowadzoną przez honorowego patriarchę Filareta i przyjęciem od niego tytułu „arcybiskupa Ukraińskiego Kościoła Prawosławnego Patriarchatu Kijowskiego”, został 9 lipca 2020 r. – postanowieniem Świętego Synodu – wykluczony z episkopatu Kościoła Prawosławnego Ukrainy.